# Glaciación cuaternaria

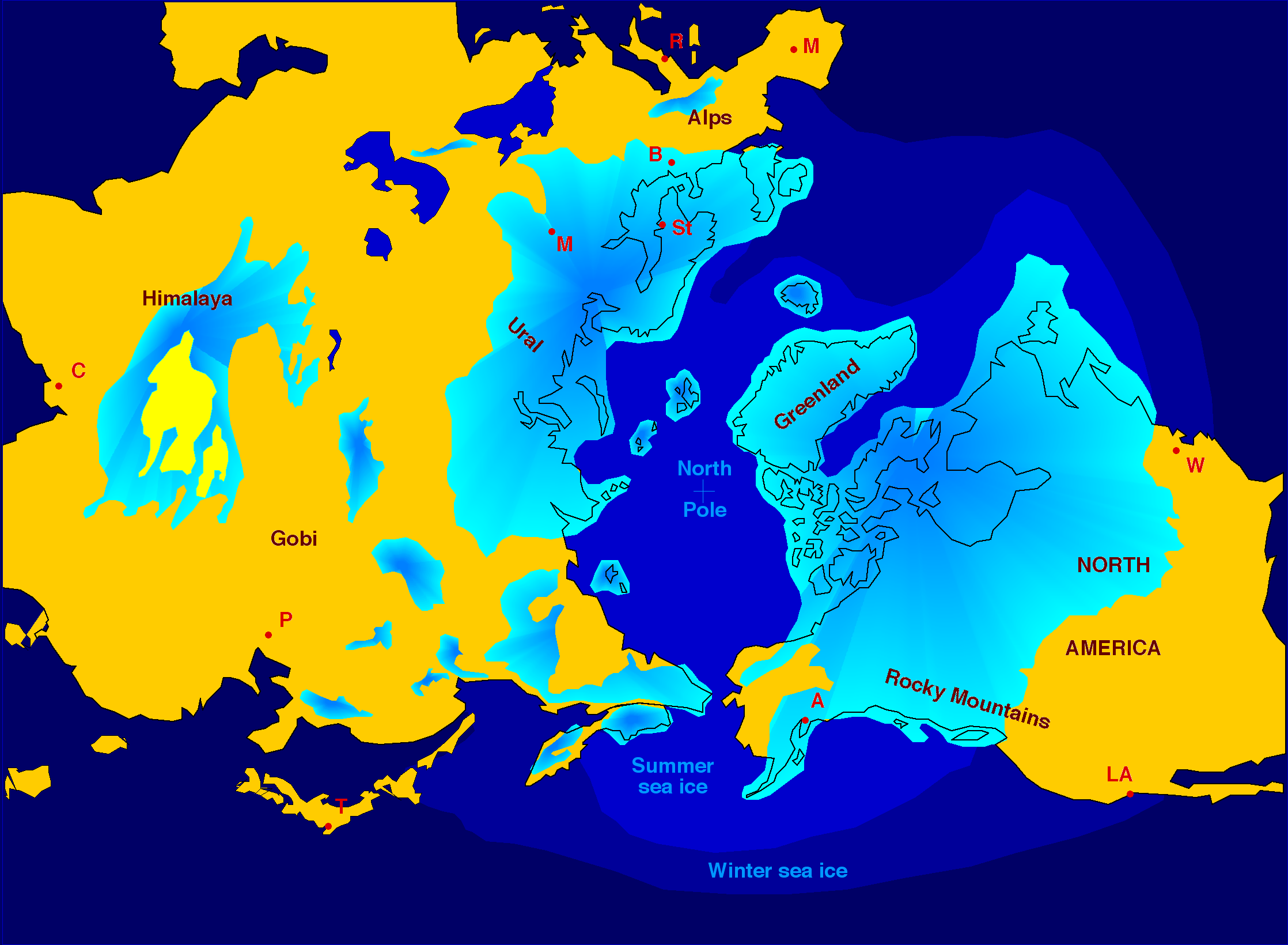
El hemisferio norte durante el Último Máximo Glacial. La formación de capas de hielo de 3 a 4 km de espesor equivalen a un descenso global del nivel del mar de unos 120 m

La Glaciación cuaternaria, también conocida como Glaciación alpina o Edad de hielo actual, designa una serie de eventos glaciales separados por periodos interglaciares que se produjeron durante el periodo Cuaternario, desde hace 2,58 millones de años hasta el presente. Durante este periodo, se expandieron capas de hielo a partir sobre todo de la Antártida y Groenlandia, y en muchos otros lugares se produjeron capas heladas fluctuantes, como la capa de hielo Laurentino. Los principales efectos de una era de hielo son la erosión y la deposición de residuos sobre grandes extensiones de tierra, la modificación de la red fluvial, la creación de millones de lagos, cambios en el nivel del mar, desarrollo de lagos pluviales lejos de las orillas del mar, ajuste isostático de la corteza terrestre y vientos excepcionales. Afecta a océanos, inundaciones y comunidades biológicas. Las propias capas de hielo, al elevar el albedo, tienen un importante efecto en el enfriamiento del clima.

## Descubrimiento
La glaciación cuaternaria fue la primera edad de hielo demostrada por la geología, que con ella probó en el siglo XVIII que estos cambios climáticos eran posibles. 
A lo largo del siglo pasado, las exhaustivas observaciones sobre el terreno han proporcionado evidencias de que glaciares continentales cubrieron grandes zonas de Europa, Norteamérica y Siberia. Tras varios años de trabajo, cientos de geólogos realizaron mapas de elementos glaciales en los que se detalla la ubicación y orientación de drumlins, eskers, morrenas, estriaciones y canales de corrientes glaciales. Estos mapas mostraron la extensión de las capas de hielo, la dirección del flujo y la ubicación de canales de aguas de deshielo, lo que permitió que los científicos descifraran la historia de los numerosos avances y retiradas del hielo. Incluso antes de que la teoría de la glaciación mundial fuera aceptada de forma generalizada, muchos observadores reconocieron que se habían producido más de un avance y retirada de los hielos. 
Desde entonces se han identificado otras edades de hielo más antiguas.

## Descripción
La glaciación cuaternaria es la última de las cinco glaciaciones conocidas durante la historia de la Tierra. Las otras cuatro son la glaciación Huroniana, la Criogénica, la Andina-Sahariana y la Karoo. La glaciación cuaternaria se compone de 4 periodos glaciales con sus correspondientes interglaciares: Glaciación de Würm o Wisconsin, Glaciación de Riss, Glaciación de Mindel y Glaciación Günz
Durante el periodo Cuaternario, el volumen total de hielo, el nivel del mar y la temperatura global han fluctuado, como evidencian los testigos de hielo de los últimos 800 000 años y los sedimentos marinos de periodos anteriores. A lo largo de los pasados 740 000 años ha habido ocho ciclos glaciales. El periodo Cuaternario al completo, que comenzó hace 2,58 Ma, se considera una glaciación por la permanencia de al menos una gran capa de hielo, la antártica. No está claro qué parte de Groenlandia estaba cubierta de hielo durante los periodos interglaciares anteriores. Durante los episodios más fríos –denominados periodos glaciales– también existieron grandes capas de hielo de un espesor de al menos 4 km en Europa, América del Norte y Siberia. Los intervalos más cortos y cálidos entre glaciaciones se llaman interglaciares.

Gráfico de la temperatura (azul), CO_{2} (verde) y polvo (rojo) reconstruido a partir de testigos de hielo de la Base Vostok para los últimos 420 000 años

Actualmente, la Tierra se encuentra en un periodo interglacial, que marcó el comienzo del Holoceno. Este interglacial empezó entre 10 000 y 15 000 años atrás, causando que las capas de hielo del último periodo glacial comenzaran a desaparecer. Aún existen remanentes de esos glaciares, que ahora ocupan el 10% de la superficie terrestre, en Groenlandia, la Antártida y varias regiones montañosas. El retroceso de los glaciares desde 1850 ha sido sobre todo consecuencia del calentamiento del sistema climático por causas humanas durante este periodo.
Durante los periodos glaciares, el actual sistema hidrológico quedó totalmente interrumpido en grandes áreas del mundo y considerablemente modificado en otras. Debido al volumen de hielo en la tierra, el nivel del mar era unos 120 metros más bajo que en el presente.
Hoy existen muchas evidencias de que durante la era glacial se produjeron numerosos periodos de aumento y disminución de glaciares continentales. Los periodos interglaciares de clima suave están representados en perfiles de suelo, lechos de turba y depósitos en los lagos y corrientes que separan los depósitos no estratificados de detritos glaciales.

## Causas
Hasta ahora no se ha propuesto una teoría totalmente satisfactoria que explique la historia de las glaciaciones terrestres. La causa de una glaciación puede estar relacionada con varios factores que se producen de forma simultánea, como los ciclos astronómicos, la composición atmosférica, la tectónica de placas y las corrientes marinas.

### Ciclos astronómicos

Relación de la órbita terrestre con los periodos de glaciación

El papel de los cambios de la órbita terrestre en el control del clima fue enunciado por James Croll a finales del siglo XIX. Más tarde, el geofísico serbio Milutin Milanković profundizó en la teoría y calculó que esas irregularidades en la órbita terrestre podían causar los ciclos climáticos conocidos como ciclos de Milanković. Estos ciclos son el resultado de la acumulación de varios tipos de cambios cíclicos en las propiedades orbitales de la Tierra.
Los cambios en la excentricidad orbital de la Tierra se produce en ciclos de unos 100 000 años. La inclinación del eje terrestre varía periódicamente entre los 22° y los 24,5°. (La inclinación del eje terrestre es responsable de las estaciones: a mayor inclinación, mayor contraste entre las temperaturas de verano e invierno). Los cambios en la inclinación se producen en ciclos de 41 000 años. La precesión de los equinoccios, el movimiento del eje de rotación de la Tierra, se completa cada 21 700 años. Según la teoría de Milanković, esos factores causan un enfriamiento periódico de la Tierra, produciéndose el periodo más frío aproximadamente cada 40 000 años. El efecto principal de los ciclos de Milanković es el de cambiar el contraste entre las estaciones, no la cantidad de calor solar que recibe la Tierra. Estos ciclos dentro de ciclos predicen que durante los avances máximos de los glaciales, las temperaturas de verano e invierno serán más bajas. El resultado es que se funde menos hielo que el que se acumula, y los glaciares se expanden.
Milanković desarrolló las ideas de los ciclos climáticos en las décadas de 1920 y 1930, pero no fue hasta 1970 que se compuso una cronología lo suficientemente larga y detallada de los cambios en las temperaturas durante el Cuaternario para poner a prueba la teoría. Los estudios del suelo de las profundidades marinas y de los fósiles que contienen indican que la fluctuación climática durante los últimos cientos de miles de años es notablemente parecido al predicho por Milanković.
Un problema con esta teoría es que los ciclos astronómicos han existido durante miles de millones de años pero las glaciaciones son un fenómeno raro. Los ciclos astronómicos se correlacionan perfectamente con los periodos glaciares, interglaciares y transicionales dentro de una era de hielo. Otros factores, como la posición de los continentes y los efectos que esto tiene en las corrientes marinas, o las fluctuaciones a largo plazo en el núcleo del sol, también deben tener influencia en la bajada de la temperatura terrestre por debajo de un umbral crítico, hecho que inicia una glaciación. Una vez que ocurre, los ciclos de Milanković actúan para forzar que el planeta entre o salga de un periodo glacial.

### Composición atmosférica
Una teoría mantiene que la disminución del CO2, un importante gas de efecto invernadero, inició la tendencia a un enfriamiento a largo plazo que acabó por causar una glaciación. Estudios recientes sobre el contenido de CO2 en las burbujas de gas preservadas en los testigos de hielo de Groenlandia apoyan esta idea. El ciclo geoquímico del carbono indica un descenso de más del 90% en el CO2 atmosférico desde mediados del Mesozoico. Un análisis de las reconstrucciones de CO2 a partir de registros de alquenonas muestra que este gas se redujo en la atmósfera antes y durante la glaciación antártica, y respalda que esta sustancial disminución fue la causa primaria de dicha glaciación.
Los niveles de CO2 también desempeñan un importante papel en las transiciones entre eras glaciales e interglaciales. Un alto contenido en CO2 corresponde a periodos interglaciales templados, y las glaciaciones coinciden con un alto contenido de ese gas. No obstante, ciertos estudios indican que el CO2 podría no ser la primera causa de las transiciones de una a otra era, sino que actuaría en forma de retroalimentación. La explicación de esta variación de CO2 observada «sigue siendo un problema de difícil atribución».

### Tectónica de placas y corrientes marinas
Un importante componente de la bajada de temperatura a largo plazo puede ser la posición de los continentes respecto a los polos (pero no explicaría los rápidos avances y retiradas de los glaciares). Esta relación puede influir en la circulación de los océanos y la atmósfera, afectando a la forma en que las corrientes oceánicas llevan el calor a las latitudes más altas. A lo largo de la mayor parte de la escala temporal geológica, el Polo Norte parece haber estado en un océano amplio y abierto que permitía que las principales corrientes marinas circularan sin trabas. Las corrientes ecuatoriales entraron en las regiones polares, templándolas con agua proveniente de latitudes más cálidas. Esta circulación sin restricciones produjo climas templados y uniformes que han persistido durante casi todo el tiempo geológico.
A lo largo del Cenozoico, las grandes placas continentales de América del Norte y América del Sur se movieron hacia el oeste, alejándose de la placa euroasiática. Esta deriva causó el desarrollo del océano Atlántico de norte a sur, quedando el Polo Norte en la pequeña poza casi cerrada del océano Ártico. El istmo de Panamá se desarrolló en el margen de una placa convergente hace unos 3 millones de años, y separó aún más la circulación oceánica, cerrando el último estrecho que conectaba los océanos Pacífico y Atlántico fuera de las regiones polares.

## Efectos
La presencia de tanto hielo en los continentes tuvo un profundo efecto sobre prácticamente todos los aspectos del sistema hidrológico de la Tierra. Los efectos más evidentes son los espectaculares paisajes montañosos que se forman con la erosión glacial y con las deposiciones. Paisajes completamente nuevos que cubren millones de km² se formaron en un periodo relativamente corto de tiempo geológico. Además, las vastas masas de hielo glacial afectaron a la Tierra mucho más allá de los márgenes glaciales. Directa o indirectamente, los efectos de la glaciación se dejaron sentir en todas partes del mundo.

### Lagos
La glaciación cuaternaria creó más lagos que todos los demás procesos geológicos juntos. La razón es que un glaciar continental perturba completamente la red de drenaje preglacial. El glaciar frota y erosiona la superficie sobre la que se mueve, dejando en el lecho de roca miles de depresiones cerradas y sin drenaje. Estas depresiones se llenan de agua y se convierten en lagos.
En los márgenes de los glaciares se crearon grandes lagos. El hielo de Norteamérica y Europa tenía un espesor de unos 3 000 m en las zonas de mayor acumulación, que se reducía hacia los bordes. El peso del hielo causó el hundimiento de la corteza terrestre, mayor bajo las áreas de fuerte acumulación. Al fundirse el hielo, la corteza tomó forma cóncava, produciendo una inclinación que envió el agua hacia los márgenes, formando lagunas que han durado miles de años. Estas lagunas se convirtieron en lagos o fueron invadidas por el mar. Así se formaron los Grandes Lagos y el mar Báltico.

#### Lagos pluviales
Las condiciones climáticas que causan una glaciación tienen un efecto indirecto en las regiones áridas y semiáridas alejadas de las grandes capas de hielo. La creciente precipitación que abasteció los glaciares también incrementó el flujo de los ríos principales y las corrientes intermitentes, resultando en el desarrollo de grandes lagos pluviales. La mayor parte de los lagos pluviales se formaron en regiones relativamente áridas en las que habitualmente no había suficiente lluvia para establecer un sistema de drenaje hacia el mar. En su lugar, las corrientes de esas zonas fluyeron hacia depresiones cerradas y formaron lagos.  Al aumentar las lluvias, estos lagos se agrandaron y desbordaron. Los lagos pluviales alcanzaron su mayor tamaño durante los periodos glaciales. En las épocas interglaciales, de menos precipitación, estos lagos se redujeron hasta formar salares.

### Ajuste isostático
Los principales ajustes isostáticos de la litosfera durante la glaciación cuaternaria estuvieron causados por el peso del hielo, que provocó depresiones en los continentes. En Canadá, una gran área alrededor de la bahía de Hudson se encontraba bajo el nivel del mar, al igual que la zona europea que rodea el mar Báltico. Desde que se fundió el hielo, la tierra de esas depresiones se ha ido curvando hacia el exterior, y estos movimientos provocaron fuertes terremotos en Escandinavia hace unos 9 000 años. Estos seísmos tienen la característica de no estar asociados a placas tectónicas.
Los estudios han mostrado que la curvatura ha tenido lugar en dos etapas distintas. La primera curvatura tras la desglaciación, denominada «elástica», fue rápida y se produjo mientras el hielo desaparecía. Tras esta fase «elástica», la curvatura se produce por un «lento flujo viscoso», por lo que ha descendido el ritmo de forma exponencial. En la actualidad, el índice de curvatura es de 1 cm por año o menos, como muestran claramente en el norte de Europa los datos obtenidos por GPS. Los estudios sugieren que la curvatura seguirá aumentando al menos durante otros 10 000 años. La curvatura máxima alcanzada desde finales de la glaciación depende de la cantidad de hielo acumulada y puede llegar a ser de cientos de metros.

### Vientos
La presencia de hielo sobre una parte tan grande de los continentes modificó considerablemente los patrones de la circulación atmosférica. Los vientos que soplaban cerca de los márgenes de los glaciares eran fuertes y persistentes a causa de la abundancia de aire frío y denso proveniente de los campos glaciales. Estos vientos arrastraron grandes cantidades de sedimentos de grano fino que transportaban los glaciares. Este polvo se acumuló en forma de loess (cieno transportado por el viento), que forman capas irregulares sobre buena parte del valle del río Misuri, Europa central y el norte de China.
Las dunas de arena eran mucho más abundantes y activas en muchas áreas a principios del periodo Cuaternario. Un buen ejemplo es la región de Sand Hills en Nebraska (EE. UU.), que cubre una zona de unos 60 000 km². Esta región era un enorme campo de dunas activas durante el Pleistoceno, pero hoy está estabilizada al hallarse cubierta de hierba.

### Corrientes oceánicas
Algunos grandes glaciares fueron lo suficientemente pesados como para llegar al fondo del mar en algunas zonas, bloqueando el paso del agua oceánica, lo que afectó a las corrientes marinas. Además de los efectos directos, esto causó efectos de retroalimentación, ya que las corrientes contribuyen a la transmisión del calor global.

## Registros de glaciaciones anteriores

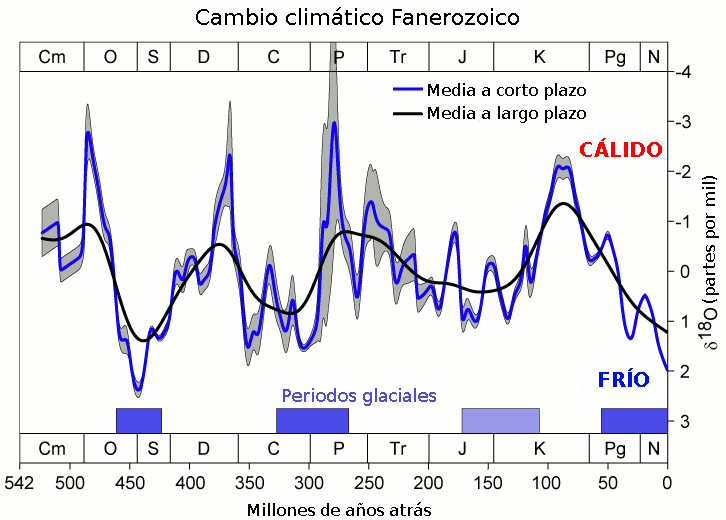
Cambio climático a lo largo de 500 millones de años

Las glaciaciones han sido poco habituales en la historia de la Tierra, pero existen evidencias de glaciaciones generalizadas a finales del Paleozoico (hace entre 200 a 300 Ma) y a finales del Precámbrico, en la era Neoproterozoica (hace entre 600 y 800 Ma). Antes de la actual glaciación, que comenzó hace 2-3 Ma, el clima de la Tierra se mantenía templado y uniforme durante largos periodos de tiempo. Esta historia climática se desprende de los tipos de plantas y animales fósiles y de más características de los sedimentos preservados en el registro estratigráfico. No obstante, hay depósitos glaciares generalizados que reflejan varios periodos de importantes glaciaciones antiguas en varias partes del registro geológico. Esta evidencia sugiere eras glaciares anteriores a la actual glaciación cuaternaria.
El mejor registro documentado de glaciación precuaternaria, la glaciación Karoo, se encuentra en rocas del Paleozoico tardío de Sudáfrica, India, Sudamérica, la Antártida y Australia. En estas zonas son numerosos los antiguos depósitos glaciales. En todos los continentes, excepto Sudamérica, existen sedimentos glaciales aún más antiguos que corroboran la existencia de otros dos periodos de glaciación generalizada sucedidos durante el Precámbrico tardío, que habrían causado una glaciación global en el período Criogénico.

## Siguiente periodo glacial

Concentraciones de CO_{2} atmosférico medidas en el observatorio de Mauna Loa

En la cultura popular se alude con frecuencia a la «próxima glaciación». Esta cuestión se refiere al próximo periodo glacial, ya que la Tierra se encuentra en un periodo interglaciar de la actual glaciación.
En la década de 1970 muchos paleoclimatólogos temían un enfriamiento global, y pensaban que la próxima glaciación podía estar aproximándose rápidamente, ya que los periodos interglaciales previos parecían haber durado unos 10 000 años. Un informe de 1972 presume que el periodo interglacial presente tendría la misma duración, y concluye: «Es probable que la época templada actual termine relativamente pronto si el hombre no interviene». Desde entonces ha mejorado nuestra comprensión del sistema climático, y se sabe que no todos los periodos interglaciales tienen la misma duración, que el calentamiento solar varía de forma no lineal forzado por los ciclos orbitales de Milankovitch y que aumenta la concentración de gases de efecto invernadero cada año. Se han hecho cálculos de futuras temperaturas en la tierra basándose en las variaciones del calentamiento solar y la cantidad de CO2 en la atmósfera. De acuerdo con estos cálculos, el periodo interglacial que transcurre en la Tierra en el presente podría durar otros 100 000 o 50 000 años si los niveles de CO2 se incrementan hasta 750 partes por millón (ppm), siendo la actual concentración de 421 ppm. Si en lugar de aumentar, la concentración de CO2 desciende hasta 201 ppm, el próximo periodo glacial podría producirse dentro de solo 15 000 años. Además, estudios de los sedimentos en los fondos marinos y testigos de hielo de glaciares de todo el mundo, sobre todo de Groenlandia, indican que el cambio climático no es uniforme. Estudios de la composición isotópica de los testigos de hielo muestran que el cambio de temperaturas templadas a frías puede alargarse una o dos décadas. Además se aprecia que una glaciación no es uniformemente fría, ni los periodos interglaciales uniformemente cálidos. El análisis de testigos de hielo de todo el espesor del glaciar de Groenlandia muestra que el clima ha cambiado de forma frecuente y abrupta a lo largo de los últimos 250 000 años. El actual periodo interglacial (los últimos 10 000–15 000 años) ha sido bastante estable y templado, pero el anterior fue interrumpido por numerosos intervalos muy fríos que duraron cientos de años. El presente periodo de clima estable en el que los humanos han florecido, inventado la agricultura y por ende, la civilización, solo habría sido posible gracias a una era extremadamente rara de temperaturas estables.